# Estadio Anoeta
Estadio Anoeta – stadion w San Sebastián w Hiszpanii. Obecnie odbywają się na nim głównie mecze piłki nożnej oraz koncerty. Jest domowym stadionem drużyny Real Sociedad. Obiekt został otwarty w 1993 roku, a jego pojemność wynosi 32 076.
W 2004 roku ówczesny prezydent Real Sociedad José Luis Astiazarán wprowadził w życie projekt Gipuzkoarena. Zakładał on zwiększenie liczby miejsc do 42 000 do 2007 roku, a także budowę m.in. hotelu i sklepów. Propozycja ta została jednak szybko odrzucona przez władze miasta.
Pod koniec 2007 roku Badiola, kandydat na stanowisko prezydenta Realu Sociedad, zaproponował wykup Estadio Anoeta przez klub. Władze miasta jednak ponownie odrzuciły ten pomysł. W 2008 roku Badiola, już jako prezydent, złożył kolejne dwie propozycje, w tym jedną podobną do pomysłu Astiazarána. Miały być one rozpatrzone przez miasto, jednak 20 grudnia Badiola przestał pełnić funkcję prezydenta klubu.